# Galve de Sorbe
Galve de Sorbe és un municipi de la província de Guadalajara, a la comunitat autònoma de Castella-La Manxa.
La població apareix en documents de 1136, com «Galbe». Sembla que el seu nom deriva del nom d'un general àrab del califa Abderramán III, Galbi ben Amril. A més, se suposa que on s'ubica l'actual castell del poble, edificat al segle xv, va haver-hi una fortalesa anterior àrab.

## Demografia
| 1991 | 1996 | 2001 | 2004 |
| ---- | ---- | ---- | ---- |
| 153  | 169  | 142  | 133  |